# Dubai Tennis Championships 2011 - Qualificazioni singolare maschile
Le qualificazioni del singolare maschile del Dubai Tennis Championships 2011 sono state un torneo di tennis preliminare per accedere alla fase finale della manifestazione. I vincitori dell'ultimo turno sono entrati di diritto nel tabellone principale. In caso di ritiro di uno o più giocatori aventi diritto a questi sono subentrati i lucky loser, ossia i giocatori che hanno perso nell'ultimo turno ma che avevano una classifica più alta rispetto agli altri partecipanti che avevano comunque perso nel turno finale.

## Giocatori

### Seeds
1. Tobias Kamke (ultimo turno)
2. Miša Zverev (primo turno)
3. Grigor Dimitrov (qualificato)
4. Illja Marčenko (primo turno)

1. Simone Bolelli (primo turno)
2. Karol Beck (qualificato)
3. Marsel İlhan (primo turno)
4. Julian Reister (primo turno)

### Qualificati
1. Lukáš Rosol
2. Karol Beck

1. Grigor Dimitrov
2. Serhij Bubka

## Tabellone

### Sezione 1
|  | Primo turno | Primo turno  | Primo turno  | Primo turno | Primo turno |  |  | Ultimo turno | Ultimo turno | Ultimo turno | Ultimo turno | Ultimo turno |  |
|  |             |              |              |             |             |  |  |              |              |              |              |              |  |
|  | 1           | Tobias Kamke | Tobias Kamke | 6           | 6           |  |  |              |              |              |              |              |  |
|  |             | Ivo Minář    | Ivo Minář    | 3           | 2           |  |  | 1            | Tobias Kamke | 1            | 6            | 4            |  |
|  |             | Lukáš Rosol  | Lukáš Rosol  | 6           | 7           |  |  |              | Lukáš Rosol  | 6            | 2            | 6            |  |
|  | 7           | Marsel İlhan | Marsel İlhan | 3           | 63          |  |  |              |              |              |              |              |  |

### Sezione 2
|  | Primo turno | Primo turno     | Primo turno | Primo turno | Primo turno |  |  | Ultimo turno | Ultimo turno | Ultimo turno | Ultimo turno | Ultimo turno |  |
|  |             |                 |             |             |             |  |  |              |              |              |              |              |  |
|  | 2           | Miša Zverev     | 6           | 0           | 2           |  |  |              |              |              |              |              |  |
|  |             | Jurij Ščukin    | 2           | 6           | 6           |  |  |              | Jurij Ščukin | Jurij Ščukin | 2            | 4            |  |
|  |             | Stéphane Robert | 3           | 7           | 4           |  |  | 6            | Karol Beck   | Karol Beck   | 6            | 6            |  |
|  | 6           | Karol Beck      | 6           | 64          | 6           |  |  |              |              |              |              |              |  |

### Sezione 3
|  | Primo turno | Primo turno               | Primo turno               | Primo turno | Primo turno |  |  | Ultimo turno | Ultimo turno    | Ultimo turno    | Ultimo turno | Ultimo turno |  |
|  |             |                           |                           |             |             |  |  |              |                 |                 |              |              |  |
|  | 3           | Grigor Dimitrov           | Grigor Dimitrov           | 6           | 6           |  |  |              |                 |                 |              |              |  |
|  | WC          | Mahmoud-Nader Al Baloushi | Mahmoud-Nader Al Baloushi | 0           | 3           |  |  | 3            | Grigor Dimitrov | Grigor Dimitrov | 6            | 7            |  |
|  | WC          | Rik De Voest              | Rik De Voest              | 7           | 6           |  |  | WC           | Rik De Voest    | Rik De Voest    | 1            | 63           |  |
|  | 8           | Julian Reister            | Julian Reister            | 65          | 2           |  |  |              |                 |                 |              |              |  |

### Sezione 4
|  | Primo turno | Primo turno    | Primo turno    | Primo turno | Primo turno |  |  | Ultimo turno | Ultimo turno  | Ultimo turno  | Ultimo turno | Ultimo turno |  |
|  |             |                |                |             |             |  |  |              |               |               |              |              |  |
|  | 4           | Illja Marčenko | Illja Marčenko | 3           | 5           |  |  |              |               |               |              |              |  |
|  |             | Paolo Lorenzi  | Paolo Lorenzi  | 6           | 7           |  |  |              | Paolo Lorenzi | Paolo Lorenzi | 6(1)         | 4            |  |
|  | WC          | Serhij Bubka   | Serhij Bubka   | 6           | 6           |  |  | WC           | Serhij Bubka  | Serhij Bubka  | 7            | 6            |  |
|  | 5           | Simone Bolelli | Simone Bolelli | 2           | 3           |  |  |              |               |               |              |              |  |